# All I Want Is You (canção de U2)
"All I Want Is You" é uma canção da banda irlandesa de rock U2. É a décima sétima faixa (música de encerramento) e quarto single do álbum Rattle and Hum, sendo lançada em 1 de junho de 1989. Em 2004, foi classificado em #9 Entertainment Weekly no "The 50 Greatest Love Songs".

## Faixas
| N.º | Título                       | Duração |  |
| 1.  | "All I Want Is You" (Single) | 4:14    |  |
| 2.  | "Unchained Melody"           | 4:52    |  |
| 3.  | "Everlasting Love"           | 3:20    |  |

## Paradas musicais
"All I Want Is You"
| Paradas (1989)               | Melhor posição |
| ---------------------------- | -------------- |
| Austrália Singles Chart      | 2              |
| Canadá RPM Top 100           | 67             |
| Países Baixos Singles Chart  | 12             |
| Irlanda Singles Chart        | 1              |
| Nova Zelândia Singles Chart  | 2              |
| Reino Unido UK Singles Chart | 4              |
| Billboard Hot 100            | 83             |
| Mainstream Rock Tracks       | 13             |

| Paradas (1994)    | Melhor posição |
| ----------------- | -------------- |
| Top 40 Mainstream | 38             |

"Everlasting Love"
| Paradas (1989)              | Melhor posição |
| --------------------------- | -------------- |
| Países Baixos Singles Chart | 10             |